# 5392 Parker
Az 5392 Parker (ideiglenes jelöléssel 1986 AK) egy marsközeli kisbolygó. Carolyn Shoemaker fedezte fel 1986. január 12-én.